# 津真麻呂
津 真麻呂（つ の ままろ）は、奈良時代の貴族。姓は史のちに連。官位は従五位下・肥前守。

## 経歴
聖武朝の天平17年（745年）2月21日付治部省移に「正七位下行少録津史真麻呂」と署名している。孝謙朝の天平勝宝4年（753年）4月の大仏開眼会では雅楽大允として唐中楽頭を奉仕した（この時の位階は正六位上）。
天平宝字2年（758年）8月の淳仁天皇即位後まもなく、秋主ら一族34人の言上により、史姓から連姓に改姓する。この時に、真麻呂も連姓を賜ったものと推定される。
天平宝字8年（764年）藤原仲麻呂の乱終結後に行われた叙位にて外従五位下に叙せられる。天平神護3年（767年）3月に摂津大進に任ぜられると、同年11月に新羅使ら187人と使節を導き送る者39人が対馬に到着したことから、12月に員外右中弁の大伴伯麻呂とともに、大宰府に派遣されて新羅使に対して入朝した理由を尋ねた。神護景雲3年（769年） 従五位下（内位）・肥前守に叙任されている。
光仁朝の宝亀2年（771年）肥前守に土師位が任ぜられており、その前に真麻呂は国司の任を離れたか。

## 官歴
注記のないものは『続日本紀』による。
- 時期不詳：正七位下
- 天平17年（745年）2月21日：見治部少録[1]
- 時期不詳：正六位上
- 天平勝宝4年（753年）4月：見雅楽大允[2]
- 天平宝字2年（758年） 8月27日：史姓から連姓に改姓
- 天平宝字8年（764年） 10月7日：外従五位下
- 天平神護3年（767年） 3月20日：摂津大進。
- 神護景雲3年（769年） 12月21日：従五位下（内位）、肥前守
- 宝亀2年（771年） 7月23日?：去肥前守